# Євген Ерліх
Євген Ерліх (нім. Eugen Ehrlich; нар. 14 вересня 1862, Чернівці — пом. 2 травня 1922, Відень, Австрія) — науковець-юрист, педагог, ректор Чернівецького університету

## Біографія
Народився 14 вересня 1862 року в Чернівцях, (на той час — Герцогство Буковина, Австрійська імперія, нині Україна).
Закінчив польськомовну семінарію в Самборі на Львівщині, куди його батько, Симон Ерліх, переїхав з сім'єю працювати адвокатом. Після семінарії вступив до Львівського університету й, провчившись там два роки, в 1882 році продовжує навчання в Віденському університеті.
Закінчивши в 1883 році (коли йому було 20 років) Віденський університет, займається наукою і в 1886 році отримує вчене звання доктора права. У Відні займався адвокатською практикою. Але вже тоді основною його роботою була наукова діяльність по вивченню проблем загальної теорії права і римського права.
В 1893 році у Берліні вийшла книга Є. Ерліха «Мовчазне волевиявлення», за яку в серпні 1894 року він був удостоєний звання приват-доцента.
В листопаді 1896 року за активну діяльність у сфері права йому присвоєно звання екстраординарного професора, а в 1900 році на підставі опублікованої в 1899 році монографії «Імперативне і диспозитивне право в цивільному кодексі Німецької імперії» він отримує звання ординарного професора римського права.
З 1896 року Є. Ерліх жив у Чернівцях і працював у тодішньому університеті імені Франца Йосифа позаштатним, пізніше штатним професором, посідаючи з 1901 року посаду декана юридичного факультету, а в 1906–1907 навчальному році — ректора, і, за посадою, депутата місцевого парламенту.
У 1914 році Гронінгенським університетом (Голландія) Є. Ерліху поряд з відомими правознавцями часу (Л. Дюгі, Ф.Жені, О. Губер) присвоєно почесний докторський ступінь.
В листопаді 1918 року, після захоплення Північної Буковини Румунським королівством Є. Ерліх, як «рішучий представник німецької нації», був звільнений з роботи в університеті. З часом румунський уряд все ж таки дозволив Є. Ерліху викладати у Чернівецькому університеті. Але, щоб уникнути різних нападок, які мали місце що до нього в Чернівцях, наприкінці 1921 року Є. Ерліх переїжджає до Бухаресту.
Незважаючи на те, що основну частину свого життя Є. Ерліх прожив на території Австро-Угорщини, майже всі його праці були видані в Німеччині. У зв'язку з цим він визнається деякими дослідниками представником німецької правової науки.
Є. Ерліх володів багатьма мовами: англійською, датською, іспанською, італійською, німецькою, норвезькою, польською, російською, румунською, сербською, угорською, французькою, хорватською, більшістю із них писав свої наукові роботи.
Був активним учасником громадського життя краю. Виступав в пресі з актуальних питань соціально-культурного життя, займався правотворчою роботою в місцевому парламенті. Після Першої світової війни брав участь у міжнародних конференціях, представляючи Австро-Угорщину.
Помер Є. Ерліх у Відні 2 травня 1922 року від діабету. Похований там же.

## Наукова діяльність
Євген Ерліх був визначним ученим-юристом. Майже всі його роботи (особливо «Основи соціології права») були неодноразово перевидані багатьма мовами: англійською, французькою, японською та ін.
Світове визнання серед теоретиків права Є. Ерліх отримав як один із засновників так званої соціології права, особливо з того часу, коли він створив у Чернівецькому університеті свої семінари «живого права» для дослідження правової діяльності і почав викладати свої соціологічно-правові погляди в друкованих роботах. Саме на Є. Ерліха як на свого попередника вказують відомі американські і японські соціологи: Роско Паунд, Отосіро Ісісака, Тетсу Ізомура та інші.
Як визнавав сам Є. Ерліх, значну роль у формуванні його поглядів відіграло вивчення реального права в сучасній йому Буковині, яка була населена тоді представниками різних національностей, що мали свої правові звичаї.
Активна наукова діяльність Євгена Ерліха, зацікавленість його «семінарами» створили йому широке визнання в юридичному світі.
В 1914 році Ерліх був запрошений до США для читання лекцій про «живе право» в Чиказькому університеті.
У 1918 році, коли Ерліх був у Швейцарії, він неодноразово виступав з доповідями перед спілками юристів у Берні і Цюриху.
За короткий час перебування у Бухаресті (1921) він посприяв виникненню там спілки з дослідження «живого права».

## Основні публікаці
- «Мовчазне волевиявлення» (1893)
- «Примусове і непримусове право в цивільному кодексі Німецької імперії» (1899)
- «Основи соціології права»
- «Обґрунтування соціології права» (1913)
- «Юридична логіка» (1917, 1918)
- «Про прогалини в праві» (1888)
- «Вільне право знаходження і вільне правознавство» (1903)
- «Соціологія і юриспруденція» (1916)
- «Про живе право» (1911)
- «Теорія суддівського право знаходження»

Всього Є. Ерліхом опубліковано більше 70 робіт.

## Популяризація наукових ідей Євгена Ерліха
Популяризація Є. Ерліха як видатного вченого-правознавця належить німецьким авторам.
У 1964 році на базі юридичного факультету при Вільному Університеті в Західному Берліні під керівництвом професора Ернеста Е. Гірша був створений «Інститут соціології права і дослідження фактів права».

Поряд з іншими працями цей інститут у 1967 році видав збірник маловідомих раніше статей Є. Ерліха під назвою «Право і життя» і перевидав його основні праці.
З 1967 року дослідженням і популяризацією наукових ідей Є. Ерліха займається колишній учень професора Ернеста Е. Гірша, завідувач кафедри теорії держави і права Цюрихського університету в Швейцарії, професор Манфред Ребіндер.
У 1967 році Ребіндер опублікував монографію «Обґрунтування соціології права Євгеном Урліхом», у якій дав ґрунтовний позитивний аналіз соціологічної концепції Є. Ерліха.
Доопрацьована і доповнена, ця ж монографія з додатком повної бібліографії робіт Є. Ерліха (70 робіт) опублікована другим виданням у 1986 році.
Зусиллями професора М. Ребіндера була перевидана третім (1967) і четвертим (1989) виданням основна робота Є. Ерліха «Обґрунтування соціології права» (перше видання — 1913 р., друге — 1929 р.), а також скомпонована і видана нова збірка його робіт «Закон і живе право».
Часописом «Проблеми філософії права» (Київ, 2005), вперше після 1911 року, публікується переклад ряду праць Євгена Ерліха українською мовою.